# Get Your Heart On - The Second Coming!
Get Your Heart On - The Second Coming! is het vijfde studioalbum van de Canadese punkband Simple Plan. Het album werd als EP officieel uitgebracht in Australië op 29 november 2013. Buiten Australië werd de EP op 3 december 2013 uitgebracht via iTunes. Het bevat tracks die werden opgenomen tijdens de studiosessie van het voorgaande album, Get Your Heart On!, maar destijds niet werden afgemaakt.

## Tracklist
| Nummer | Naam             | Duur |
| ------ | ---------------- | ---- |
| 1      | Ordinary Life    | 3:25 |
| 2      | The Rest Of Us   | 3:14 |
| 3      | Outta My System  | 3:25 |
| 4      | Fire In My Heart | 3:26 |
| 5      | In               | 3:42 |
| 6      | Lucky One        | 3:50 |
| 7      | Try              | 3:26 |

## Bezetting
- Pierre Bouvier - zang
- Sébastien Lefebvre - gitaar, zang
- David Desrosiers - bas, zang
- Jeff Stinco - gitaar
- Chuck Comeau - drums